# 다즈역 (타이베이시)
다즈역(중국어 정체자: 大直站, 한자음: 대직참)은 타이완 타이베이시 중산구에 위치한 타이베이 첩운 원후선의 철도역이다. 2009년에 개통했다.

## 역 주변
- 실천대학
- 해협교류기금회
- 충렬사
- 타이완 국방부
- 타이완 해군본부
- 타이완 공군본부